# Santomenna
Santomenna es un municipio italiano de 568 habitantes de la provincia de Salerno, en la región de Campania.
Santomenna fue casi totalmente destruido por un gran terremoto que afectó también zonas aledañas a comienzo de los años 1980, sin embargo hoy en día se encuentra totalmente reconstruido.
En este pueblo también se encuentran las ruinas del antiguo Convento de San Gerardo (destruido por el terremoto) el cual data del siglo IX.

## Evolución demográfica
| Gráfica de evolución demográfica de Santomenna entre 1861 y 2001 |
|                                                                  |
| Fuente ISTAT - elaboración gráfica de Wikipedia                  |

- Datos: Q81633
- Multimedia: Santomenna / Q81633

1. ↑  Worldpostalcodes.org, código postal n.º 84020.
2. ↑  «Codici Catastali». Comuni-italiani.it (en italiano). Consultado el 29 de abril de 2017.